# Valigny

Valigny este o comună în departamentul Allier din centrul Franței. În 1 ianuarie 2022 avea o populație de 376 de locuitori.